# Gerbillus brockmani
Gerbillus brockmani (Thomas, 1910) è un roditore della famiglia dei Muridi endemico della Somalia.

## Descrizione

### Dimensioni
Roditore di piccole dimensioni, con la lunghezza della testa e del corpo tra 71 e 84 mm, la lunghezza della coda tra 106 e 117 mm, la lunghezza del piede tra 21 e 22 mm e la lunghezza delle orecchie tra 11 e 13 mm.

### Aspetto
Le parti dorsali variano dall'arancione-brunastro al bruno-giallastro con la base dei peli grigia, i fianchi sono più chiari mentre le parti ventrali, il mento, le guance e la gola sono bianche. È presente una macchia bianca sopra ogni occhio ed un'altra indistinta dietro ogni orecchio. Il dorso delle zampe è bruno-arancione. La coda è più lunga della testa e del corpo, è ricoperta di corte setole brunastre e nerastre e termina con un ciuffo di lunghi peli 

## Biologia

### Comportamento
È una specie terricola.

## Distribuzione e habitat
Questa specie è conosciuta soltanto presso Burao, nella Somalia settentrionale.
Vive probabilmente nelle zone collinari aride.

## Conservazione
La IUCN Red List, in assenza di informazioni recenti sull'estensione dell'areale, le minacce, lo stato di conservazione e i requisiti ecologici, classifica G.brockmani come specie con dati insufficienti (DD).